# Zachodnia Obwodnica (Kopy Liptowskie)

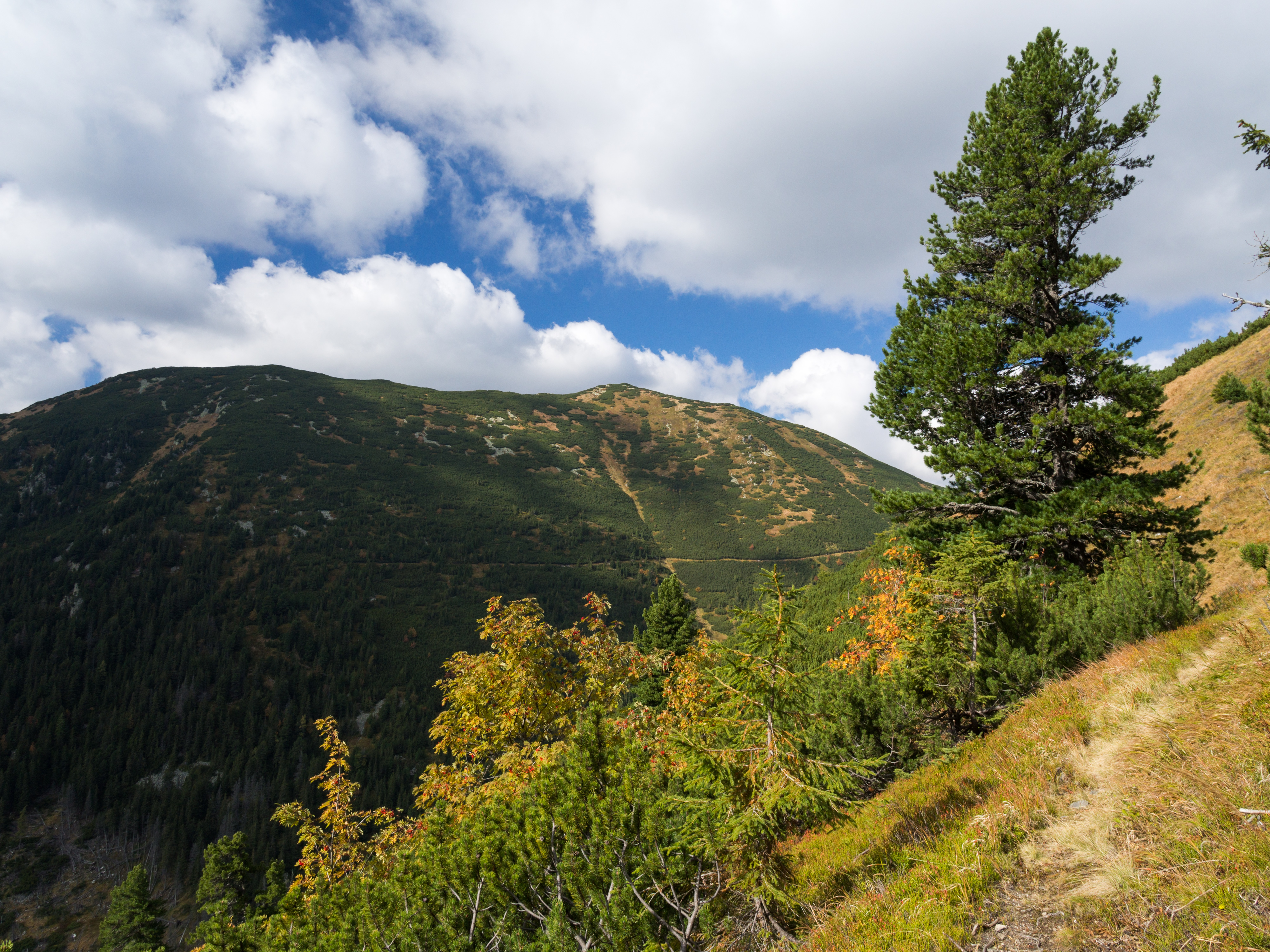
Limba przy ścieżce w Czerwonym Korycisku, ścieżka widoczna również na stokach Pośredniej i Wielkiej Brdarowej Grapy

Zachodnia Obwodnica – ścieżka w Liptowskich Kopach w słowackich Tatrach Wysokich. Wykonana została ponad 100 lat temu. Zaczyna się w dolnej części Doliny Krzyżnej i prowadzi zachodnimi stokami Kop Liptowskich na południowe zbocza Brdarowej Dzwonnicy, doprowadzając do wysokości około 1750 m. Ścieżka wykonana została dla potrzeb myśliwych. Nie prowadzi na szczyty, ani przełęcze, głównie trawersuje zbocza. Przebieg ścieżki opisuje Władysław Cywiński w 11 tomie przewodnika Tatry. Szpiglasowy Wierch. Od 1949 r. cały rejon Kop Liptowskich stanowi obszar ochrony ścisłej TANAP-u z zakazem wstępu – ale nie dla myśliwych, świadczą o tym nadal istniejące i remontowane ambony i domki myśliwskie. Przy Zachodniej Obwodnicy znajduje się jedna z chatek – “Chatka z Rurą", w której są dwie prycze i piec z poziomą rurą wyprowadzającą spaliny na zewnątrz. 